# Unie van Zuid-Amerikaanse Naties

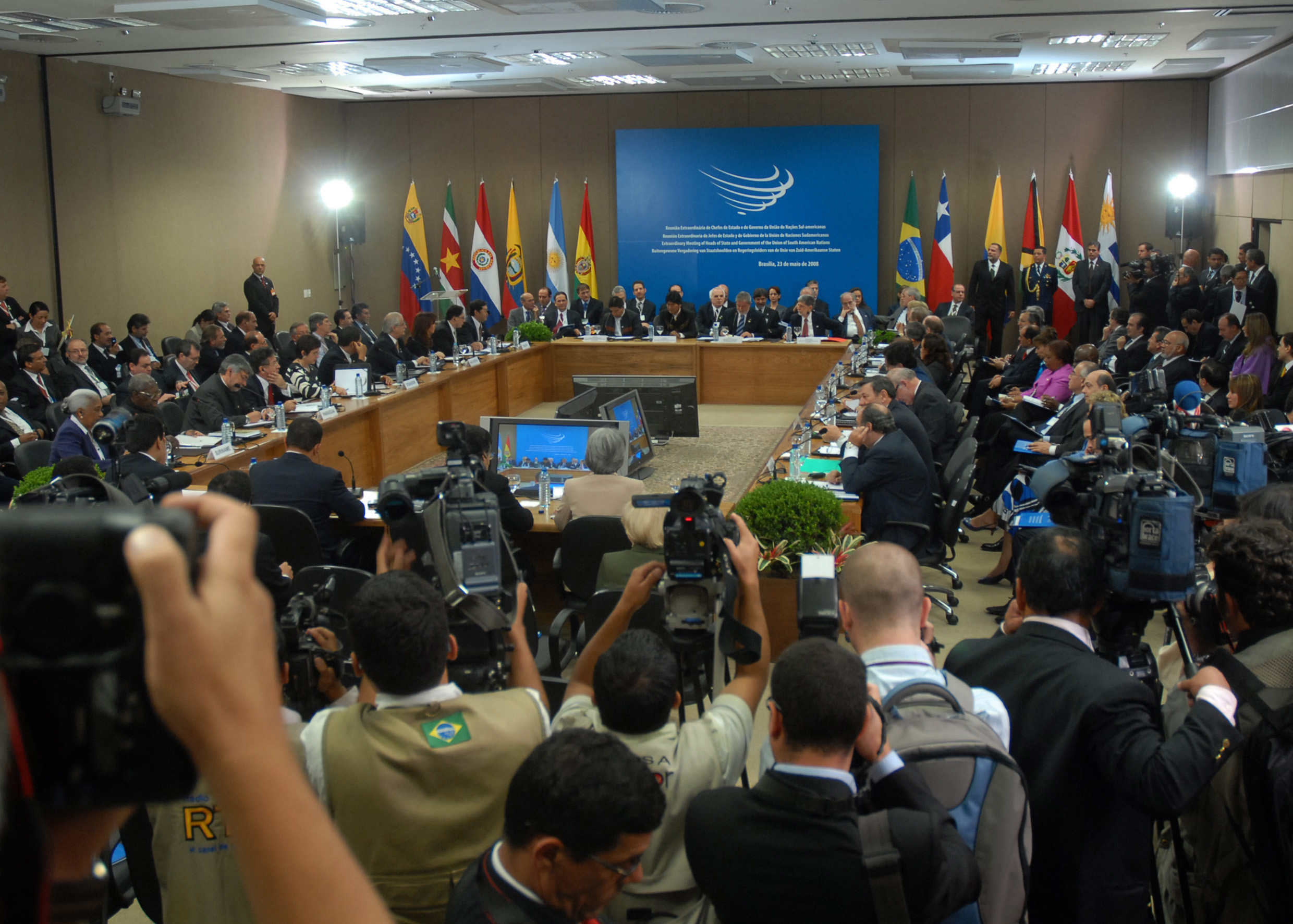
UZAN 2008

De Unie van Zuid-Amerikaanse Naties (UZAN) is een intergouvernementele organisatie die op zijn hoogtepunt twaalf Zuid-Amerikaanse lidstaten telde. De unie integreert Mercosur en de Andesgemeenschap alsook Chili, Guyana en Suriname.
De Verklaring van Cusco van 8 december 2004 kondigde de stichting aan van de Zuid-Amerikaanse Statengemeenschap waarna op 23 mei 2008 het oprichtingsverdrag werd ondertekend en de unie formeel haar huidige naam kreeg. Het verdrag trad in werking op 11 maart 2011. In 2018 vertrokken veel landen. In 2023 zijn Brazilië en Argentinië weer teruggekomen.

## Doelstellingen
De doelstellingen van de UZAN zijn politieke, sociale en economische integratie alsook samenwerking op het vlak van onderwijs, milieu, infrastructuur, culturele diversiteit, veiligheid en sociale ontwikkeling. Ook werden door enkele landen een gemeenschappelijke munteenheid en een gemeenschappelijk paspoort voorgesteld.

## Instellingen
Het Algemeen Secretariaat heeft zijn permanente zetel in Quito, de hoofdstad van Ecuador, de Bank van het Zuiden in Caracas, de hoofdstad van Venezuela, en het Zuid-Amerikaanse Parlement in Cochabamba, in Bolivia. De samenstelling, bevoegdheden en het functioneren van het Parlement zullen echter verder bepaald worden door een Additioneel Protocol.

## Naam
De UZAN heeft 4 werktalen en daarom ook 4 officiële namen met bijbehorende afkortingen.
- Spaans: Unión de Naciones Suramericanas, UNASUR
- Portugees: União de Nações Sul-Americanas, UNASUL
- Engels: Union of South American Nations, USAN
- Nederlands: Unie van Zuid-Amerikaanse Naties, UZAN

## Voorgeschiedenis
Simón Bolívar, die verantwoordelijk was voor de onafhankelijkheid van Venezuela, Colombia, Ecuador, Peru, en Bolivia (nu de Andesgemeenschap), droomde van een federatie van Spaans-sprekende Zuid-Amerikaanse naties om de welvaart en veiligheid van de naties na hun onafhankelijkheid te verzekeren. Bolívar kon dit doel nooit verwezenlijken, en stierf als een onpopulaire figuur omwille van zijn pogingen om een sterk centraal bestuur op te richten. Groot-Colombia was een staat die door Bolívar werd opgericht met het doel een Latijns-Amerikaanse federatie te verwezenlijken, maar deze staat ging aan interne verdeeldheid ten onder. De Verenigde Staten van Centraal-Amerika was eenzelfde lot beschoren. De Confederatie van Peru en Bolivia was een andere kortstondige poging tot een confederatie, die Bolívar zag als concurrentie voor zijn eigen plannen en die ook door Chili met argwaan bekeken werd. Door militair ingrijpen van Chili kwam ook deze poging tot een einde.
De jonge Zuid-Amerikaanse Statengemeenschap kan worden gezien als een nieuwe poging om toch te komen tot meer samenwerking in de regio. Anders dan bij de eerdere pogingen die allen mislukten, blijft de soevereiniteit bij deze statengemeenschap uitdrukkelijk bij de verschillende staten.

## Ontstaan
De basis voor de vorming van de unie werd gelegd na de militaire dictatuur in onder meer Brazilië en Argentinië. In 1986 tekenden de presidenten van deze twee landen, respectievelijk José Sarney en Raúl Alfonsín, te Buenos Aires een overeenkomst die op den duur moest leiden tot de totstandkoming van een douane-unie. Twee jaar later sloten Alfonsín en Sarney te Buenos Aires een akkoord ter creatie van een binationale munt. Vervolgens sloot Sarney te Acre een handelsverdrag met de Peruaanse president Alan García. In 1991 kwam de douane-unie Mercosur tot stand tussen Argentinië, Brazilië, Paraguay en Uruguay.
Dertien jaar later kwamen Zuid-Amerikaanse regeringsleiders in Cuzco bijeen en tekenden zij de verklaring van Cusco aangaande de Zuid-Amerikaanse Statengemeenschap. In 2007 werd de naam van de intergouvernementele organisatie officieel gewijzigd in Unie van Zuid-Amerikaanse Naties. Ongeveer één jaar later kwam de intergouvernementele organisatie middels het oprichtingsverdrag van de Unie van Zuid-Amerikaanse Naties daadwerkelijk tot stand. Dit verdrag werd op 23 mei 2008 door de Zuid-Amerikaanse regeringsleiders ondertekend tijdens een bijeenkomst in Brasília.

## Crisis binnen de UZAN
Nadat de ambtstermijn van de Colombiaan Ernesto Samper als secretaris-generaal in januari 2017 erop zat, kwamen de UZAN-lidstaten niet tot een akkoord over wie de volgende secretaris-generaal moest worden. De Argentijnse diplomaat José Octavio Bordón was kandidaat, maar Venezuela hield met de steun van Bolivia en Suriname deze benoeming tegen.
In augustus 2017 sloten zes leden van de UZAN - Argentinië, Brazilië, Chili, Colombia, Paraguay en Peru - zich aan bij de Limagroep, een groep van landen op het westelijk halfrond die de regering van Venezuela afwijzen en als antidemocratisch beschouwen. In februari 2018 werd Maduro niet uitgenodigd op de 8ste Amerikaanse Top in Lima en als reactie hierop verdedigde de Boliviaanse president, Evo Morales, Venezuela bij de UZAN en verklaarde hij dat de UZAN een spoedvergadering bijeen moest roepen en de soevereiniteit van een broedervolk moest verdedigen. Op 17 april 2018 beëindigde Morales de functie van President Pro Tempore bij de UZAN.
Op 20 april 2018 kondigden zes lidstaten - Argentinië, Brazilië, Chili, Colombia, Paraguay en Peru - aan dat ze hun eigen lidmaatschap voor een jaar zouden opschorten totdat er orde op zaken zou worden gesteld in de UZAN. De Chileense minister van Buitenlandse Zaken, Roberto Ampuero, verklaarde dat de UZAN niets bereikt had, dat er geen integratie was en dat er geld werd uitgegeven voor iets dat niet werkte. In een verklaring zei het Braziliaanse kabinet dat de landen van mening waren dat er nooit effectief leiderschap van Bolivia was geweest. De Paraguayaanse minister van Buitenlandse Zaken verklaarde dat het bezwaar van zijn land betrekking had op het feit dat er geen nieuwe secretaris-generaal aangesteld werd, en op de noodzaak om de organisatie minder ideologisch te maken. De Boliviaanse minister van Buitenlandse Zaken Fernando Huanacuni riep in mei 2018 een spoedvergadering bijeen om te proberen de crisis op te lossen.
In november 2019 schortte Bolivia het lidmaatschap op, maar in november 2020 werd Luis Arce verkozen tot president en is weer teruggekeerd. In maart 2020 heeft Uruguay het lidmaatschap opgezegd.

## Deelnemende landen
In april 2018 schortten zes lidstaten - Argentinië, Brazilië, Chili, Colombia, Paraguay en Peru - hun lidmaatschap op en in augustus 2018 stapte Colombia volledig uit de UZAN, gevolgd door Brazilië en Ecuador in maart 2019 en Argentinië, Chili en Paraguay in april 2019. In 2022 zijn enkel Bolivia, Guyana, Suriname, en Venezuela nog lid; Peru heeft nog de opgeschorte status. In januari 2019 werd PROSUR opgericht dat een politiek centrumrechts alternatief moest zijn voor de linkse UZAN. Ook de bezorgdheid over het regime in Venezuela speelde hierin een rol.
In april 2023 gaven Argentinië en Brazilië aan weer terug te willen keren naar UNASUR. Een maand later blies Braziliës president Lula da Silva de organisatie nieuw leven in.
- Leden van de Mercosur:

 Venezuela
- Leden van de Andesgemeenschap:

 Bolivia
- Overige leden:

 Guyana¹
 Suriname¹
- Waarnemers:

 Mexico
 Panama
¹ Guyana en Suriname zijn lid van de Caricom.

## Vergelijking met andere organisaties/landen
| Organisatie  | Oppervlakte (km²) | Bevolking     | NNP (PPP) miljoen US$ | NPG (PPP) per capita US$ | Lid- staten  |
| ------------ | ----------------- | ------------- | --------------------- | ------------------------ | ------------ |
| NAFTA        | 21.588.638        | 430.495.039   | 12.889.900            | 29.942                   | 3            |
| UZAN         | 17.715.335        | 366.669.975   | 2.635.349             | 7187                     | 12           |
| EU           | 3.977.487         | 497.198.740   | 18.164.752            | 36.484                   | 28           |
| AU           | 29.797.500        | 766.848.000   | 1.515.000             | 1896                     | 53           |
| ASEAN        | 4.400.000         | 553.900.000   | 2.172.000             | 4044                     | 10           |
| GOS          | 22.402.200        | 290.000.000   | 1.500.000             | 5000                     | 12           |
| Grote landen |                   |               |                       |                          | Deelgebieden |
| India        | 3.287.590         | 1.065.070.607 | 3.033.000             | 2900                     | 34           |
| China        | 9.596.960         | 1.298.847.624 | 6.449.000             | 5000                     | 33           |
| VS1          | 9.631.418         | 293.027.571   | 10.990.000            | 37.800                   | 50           |
| Canada1      | 9.984.670         | 32.507.874    | 958.700               | 29.800                   | 13           |
| Rusland2     | 17.075.200        | 143.782.338   | 1.282.000             | 8900                     | 89           |

Tijdens 2003. Blauw voor het grootste, groen voor het kleinste van de vergeleken blokken.

Bron: CIA World Factbook 2004, IMF WEO Database

1Lid van NAFTA

2Lid van GOS